# Parasuta
Genre
Parasuta est un genre de serpents de la famille des Elapidae.

## Répartition
Les espèces de ce genre sont endémiques d'Australie. 

## Liste des espèces
Selon The Reptile Database (12 avril 2013) :
- Parasuta dwyeri (Worrell, 1956)
- Parasuta flagellum (Mccoy, 1878)
- Parasuta gouldii (Gray, 1841)
- Parasuta monachus (Storr, 1964)
- Parasuta nigriceps (Günther, 1863)
- Parasuta spectabilis (Krefft, 1869)

## Publication originale
- Worrell, 1961 : Herpetological Name Changes. West Australian Naturalist, vol. 8, p. 18-27 (texte intégral).